# Dolný Pial
Dolný Pial (deutsch Unterpill, ungarisch Alsópél) ist eine Gemeinde im Westen der Slowakei mit 923 Einwohnern (Stand 31. Dezember 2024), die zum Okres Levice, einem Teil des Nitriansky kraj, gehört.

## Geographie
Die Gemeinde befindet sich am Osthang des Hügellands Pohronská pahorkatina (Teil des slowakischen Donautieflands), wo dieses zum Tal entlang des Unterlaufs des Hron abfällt. Das Gemeindegebiet ist durch Braun- und Schwarzböden bedeckt und bis auf kleine Haine entwaldet. Das Ortszentrum liegt auf einer Höhe von 182 m n.m. und ist 18 Kilometer von Levice entfernt.
Nachbargemeinden sind Horný Pial im Norden, Bajka im Nordosten, Ondrejovce im Osten, Tekovské Lužany im Süden, Bardoňovo im Südwesten und Beša im Westen.

## Geschichte

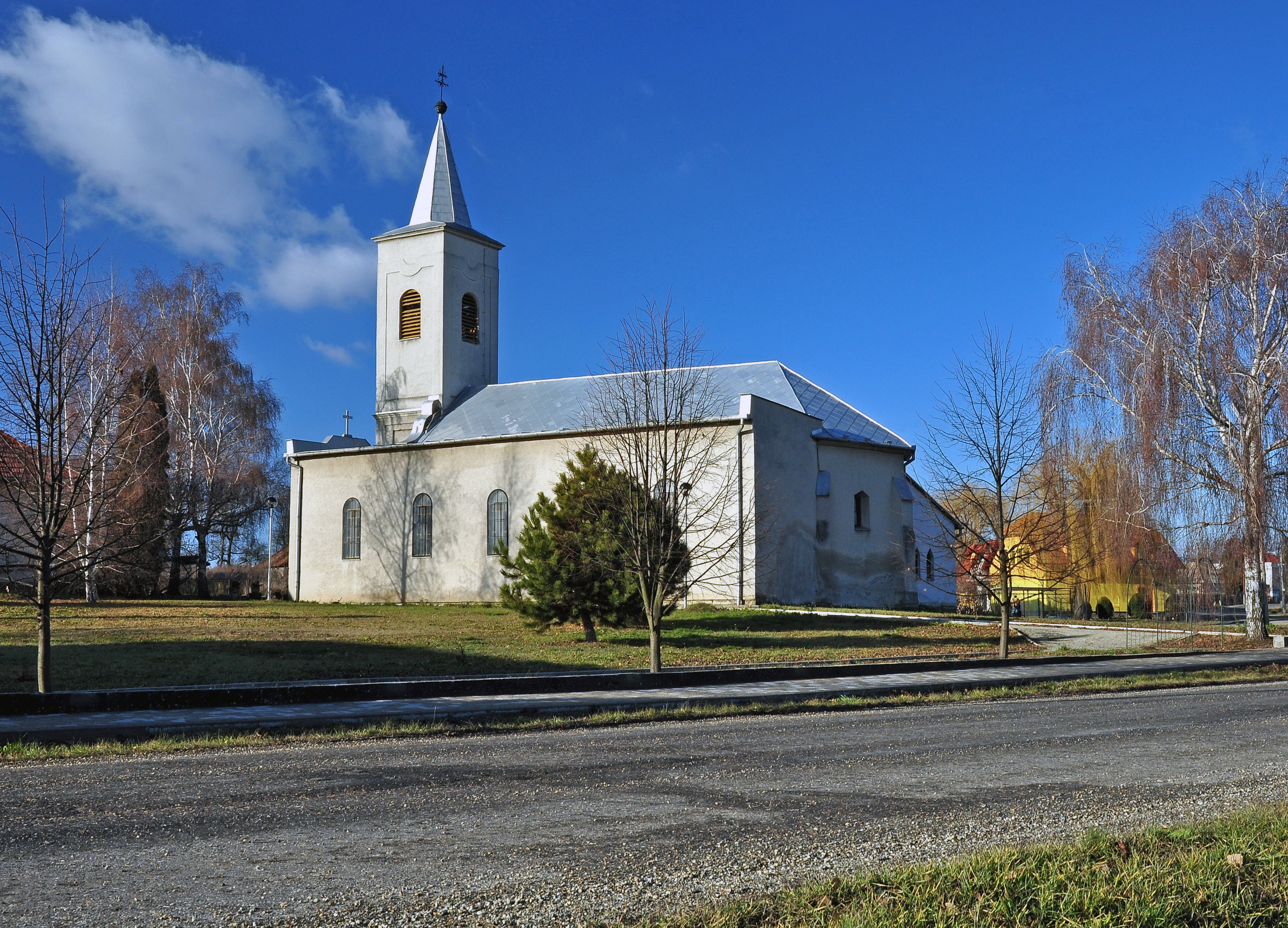
Kirche

Dolný Pial wurde zum ersten Mal 1470 schriftlich erwähnt und entwickelte sich aus dem ursprünglichen Ort Pial, erstmals 1251 als Peel überliefert. Das Dorf war anfangs Besitz örtlicher landadeliger Familien, ab dem 17. Jahrhundert dann von Geschlechtern Bercsényi und Hunyady. 1601 hatte Dolný Pial einen Landsitz, einen Meierhof und 36 Häuser. 1828 zählte man 179 Häuser und 808 Einwohner.
Bis 1919 gehörte der im Komitat Bars liegende Ort zum Königreich Ungarn und kam danach zur Tschechoslowakei beziehungsweise heute Slowakei. Von 1938 bis 1945 war Dolný Pial auf Grund des Ersten Wiener Schiedsspruchs noch einmal Teil Ungarns.

## Bevölkerung
| Jahr                | 1994 | 2004    | 2014    | 2024    |
| ------------------- | ---- | ------- | ------- | ------- |
| Anzahl der Personen | 977  | 989     | 951     | 923     |
| Unterschied         |      | +1,22 % | −3,84 % | −2,94 % |

| Jahr                | 2023 | 2024    |
| ------------------- | ---- | ------- |
| Anzahl der Personen | 896  | 923     |
| Unterschied         |      | +3,01 % |

Nach der Volkszählung 2011 wohnten in Dolný Pial 961 Einwohner, davon 869 Slowaken, 38 Magyaren, fünf Tschechen, zwei Roma und ein Ukrainer. 46 Einwohner machten keine Angabe zur Ethnie.
807 Einwohner bekannten sich zur römisch-katholischen Kirche, 16 Einwohner zur reformierten Kirche, acht Einwohner zur Evangelischen Kirche A. B. sowie jeweils ein Einwohner zum Bahaium, zur altkatholischen Kirche und zur griechisch-katholischen Kirche; drei Einwohner bekannten sich zu einer anderen Konfession. 59 Einwohner waren konfessionslos und bei 65 Einwohnern wurde die Konfession nicht ermittelt.

## Bauwerke und Denkmäler

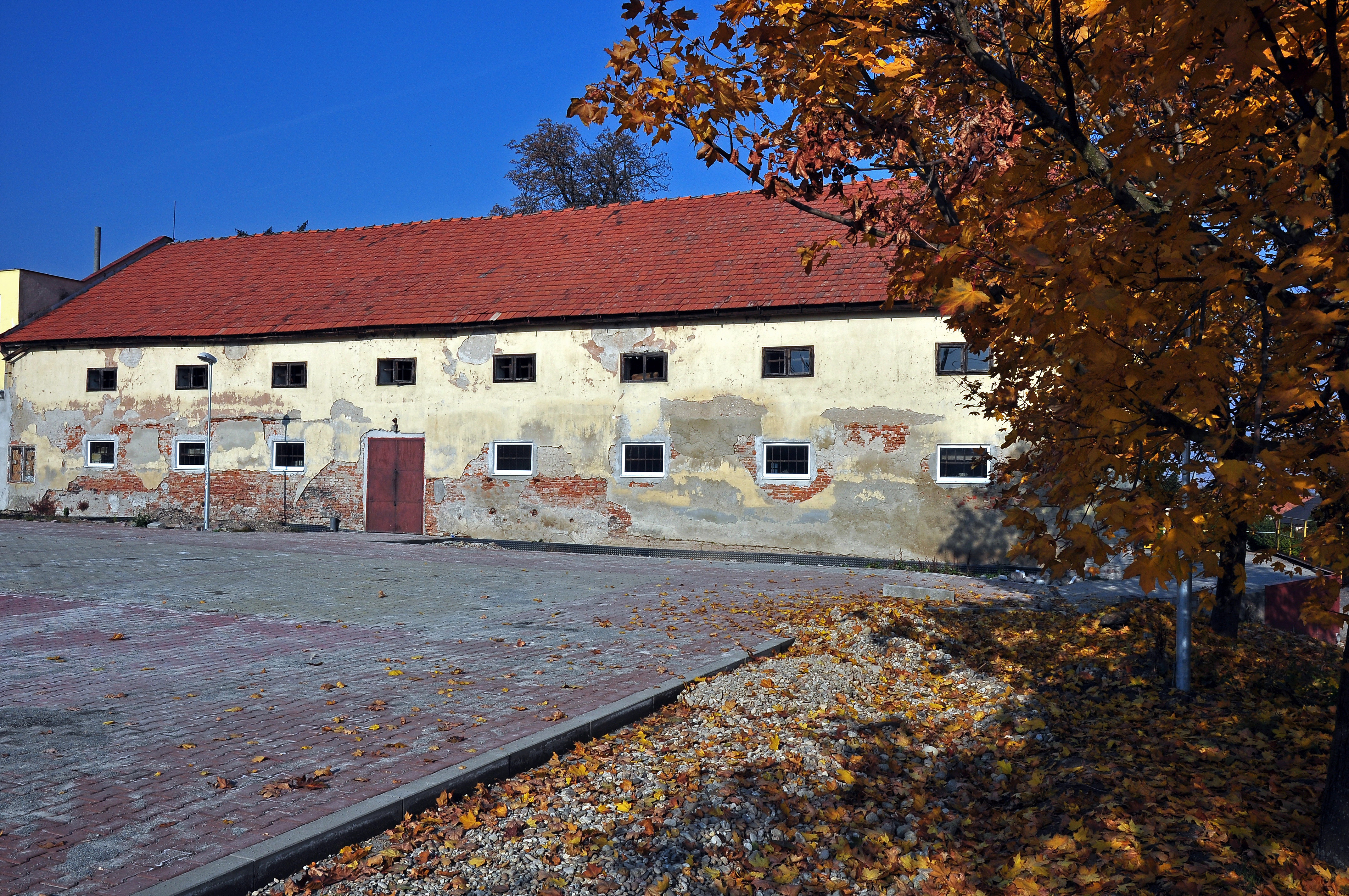
Landschloss

- römisch-katholische Kirche im Barockstil aus dem Jahr 1720
- Landschloss im klassizistischen Stil aus der Mitte des 19. Jahrhunderts